# Hanns Mießner
Hanns Paul Arthur Mießner (* 6. August 1877 in Brieg; † 8. Dezember 1957 in Berlin) war ein deutscher Komponist, Organist, Dirigent und Chorleiter.

## Leben
Hanns Mießner besuchte zunächst die Knaben-Mittelschule, später die Präparandenanstalt und schließlich das Lehrerseminar in seiner Heimatstadt. Danach wirkte er als Lehrer und Organist in Gottesberg und Oberhermsdorf, wo er auch die Leitung eines Bergmannsgesangsvereins übernahm. Bis 1908 nahm er bei Paul Hiltscher in Brieg Musikunterricht in Klavier, Orgel, Musiktheorie und Gesang, anschließend nahm er bei Leporello Müller in Berlin Gesangsunterricht. Von 1910 bis 1914 studierte er am Königlichen Musik-Institut Musikgeschichte bei Karl Lütge und Kontrapunkt bei Carl Thiel.
Als Sängergauchorleiter leitete er am 20. April 1939 zum Geburtstag Adolf Hitlers ein öffentliches Großkonzert mit 1500 Sängerinnen und Sängern auf dem Wilhelmplatz in Berlin.
Nach 1945 war Mießner wieder Leiter des Beethoven-Chors in Berlin-Charlottenburg sowie bis 1955 des Frauenchors Liederkranz.

## Werke
Gemischte und Männerchöre, Bergmannslieder, einen Landsknechtsmarsch, Bearbeitung des Walzers Sirenenzauber von Émile Waldteufel für gemischten Chor, Alt- und Tenor-Solo und Orchester